# Kupczyk Kraków
Kupczyk Kraków – krakowski klub futsalowy.

## Historia
Klub został założony 2001 roku i zaczął grę w III lidze krakowskiego futsalu. Po roku gry w tych rozgrywkach Kupczyk zajmuje 2. miejsce i awansuje do II ligi. W 2002 roku klub wygrywa tę ligę (23 zwycięstwa na 26 meczów) i awansuje do ekstraklasy. Na początku 2004 roku zespół zdobywa Puchar Ligi Krakowskiej. Kupczyk zwycięża w bardzo mocno osadzonym turnieju Euro Futsal Cup 2004. W tym roku Kupczyk przystępuje do II ligi polskiej w futsalu. Po sezonie gry w II lidzze Kupczyk po raz pierwszy awansuje do I ligi. W swoim pierwszym sezonie w ekstraklasie futsalu Kupczyk zajmuje VIII miejsce.

## Sukcesy

### 2001
- 2 miejsce w III Lidze Krakowskiego Futsalu

### 2002
- zwycięstwo w turnieju o Puchar Adama Asnyka w Kaliszu
- 1 miejsce w II Lidze Krakowskiego Futsalu
- zwycięstwo w turnieju o Puchar Prezydenta Miasta Rzeszowa

### 2003
- zdobycie Pucharu Ligi Krakowskiego Futsalu
- osiągnięcie półfinału Pucharu Polski
- 1 miejsce w I Lidze Krakowskiego Futsalu po rundzie zasadniczej
- wicemistrzostwo Krakowa po fazie play-off
- awans Kupczyk II do I Ligi Krakowskiej
- awans drużyny Kupczyk III do 2 Ligi Krakowskiej
- mistrzostwo Letniej Ligi TKKF

### 2004
- III miejsce w Młodzieżowych Mistrzostwach Polski
- Przystąpienie do rozgrywek II Ligi w futsalu
- Półfinał Pucharu Polski
- Zwycięstwo w Turnieju Euro Futsal Cup 2004

### 2005
- Awans do I Ligi w futsalu
- Finał Pucharu Polski
- Mistrzostwo Nowego Sącza
- Zwycięstwo w Turnieju Euro Futsal Cup 2005
- Młodzieżowy Mistrz Polski

### 2006
- VIII miejsce w I lidze w futsalu
- Półfinał Pucharu Polski

### 2008
- VIII miejsce w I lidze futsalu
- Zwycięzca Pucharu Polski